# Josh Ritter

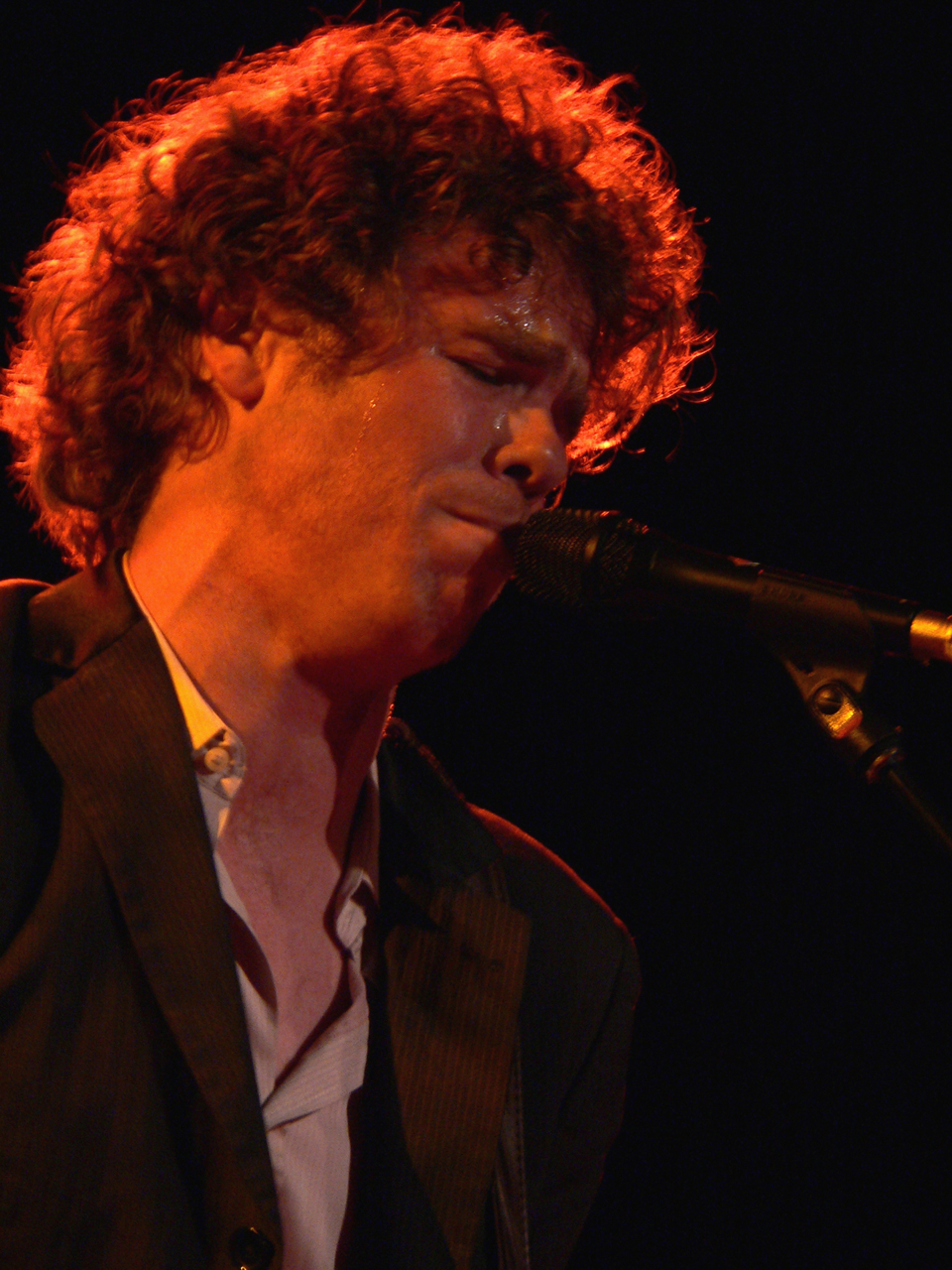
Josh Ritter 2008

Joshua Ritter (* 21. Oktober 1976 in Moscow, Idaho) ist ein US-amerikanischer Sänger und Songwriter aus dem Americana-Bereich.

## Kindheit/Jugend
Josh Ritter wuchs als Sohn zweier Neurologieprofessoren zusammen mit seinem jüngeren Bruder Lincoln einige Meilen außerhalb der kleinen Collegestadt Moscow im Nordwesten Idahos auf. Er spielte als Kind Violine, hatte aber sonst nach eigenen Angaben wenig Zugang zu Musik, da er einige Jahre zu jung war, um die musikalische Explosion im Nordwesten um 1990 (Grunge, Northwest Bands) bewusst zu erleben. Erst mit 17, auf einem Schulausflug in die Staatshauptstadt Boise, entdeckte er die Musik von Johnny Cash und Bob Dylan und kam mit je einem Album seiner neuen Helden wieder nach Hause. Bereits kurze Zeit später kaufte er sich seine erste Gitarre und begann Songs zu schreiben, für ihn eine Form des Selbstausdrucks, die ihm in seiner sportverrückten Highschool nicht zur Verfügung gestanden hatte.
Motiviert durch die dort ansässige Folkszene ging er nach Beendigung der Highschool zur Oberlin University, Ohio, um dort Biologie zu studieren und eine ähnliche Karriere einzuschlagen wie seine Eltern, entdeckte aber bald, dass er mehr Zeit mit seiner Gitarre zubrachte als mit dem Studium – unter anderem gehörte er damals zu den Mitbegründern des Oberlin Folk Festivals. Er zog daraus die Konsequenzen und wechselte zu Folklorestudien und ähnlichen Fächern.

## Frühe Karriere
Seine professionelle musikalische Karriere begann Josh Ritter in Boston, Massachusetts bei Open-Mic-Nächten, wo jeder einige Minuten Zeit bekam, um seine Stücke zu singen. Er spielte damals einige Novelty Tunes, so das auch heute noch bei Konzerten gern verlangte Mining Song über einen Goldgräber in Idaho, der seinen Partner in die Luft sprengt, oder Stuck to You, einen Sprechgesang in der Tradition von Johnny Cashs A Boy Named Sue über die Unmöglichkeit Wissenschaft und Liebe zu vereinen, aber auch schon Stücke, die inzwischen Klassiker in seinem Repertoire sind wie die Ballade Potter's Wheel. 1999 war sein selbstgeschriebenes Repertoire dann groß genug, um ein selbstverlegtes Album aufzunehmen. Aufgenommen zuhause in Idaho mit der Hilfe von Zack Hickman (Bass, Orgel, Harfe), Tom Graves (Cello) und Darius Zhelka (Schlagzeug und Spooky Sounds) zeigt der einfach Josh Ritter betitelte Longplayer ein hoffnungsvolles Country-Folk-Talent in der Reifung und hatte Stuck to you als Hidden Tune, der dem bis heute nur direkt vom Künstler und hin und wieder über Road Records in Dublin erhältlichen Album unter Fans Kultstatus verleiht. Zack Hickman spielt auch heute noch für Josh Bass, wogegen Darius Zhelka sich inzwischen auf sein Management konzentriert und nur noch hin und wieder mit einem Tamburin bewaffnet zu enthusiastischen Publikumsreaktionen auf der Bühne erscheint.

## Irland
Kurz vor Weihnachten 2004 im Vicar Street in Dublin sprach Josh Ritter Irland im Ganzen und der Band The Frames im Besonderen seinen Dank aus: „Dank euch konnte ich meinen Brotjob aufgeben und mich auf die Musik konzentrieren.“ The Frames spielten im Jahre 2001 in Boston und ihr Sänger Glen Hansard sah Josh zufällig bei einer Open-Mic-Nacht und engagierte ihn spontan als Vorgruppe für die nächste Irlandtour seiner Band.
Kurze Zeit später erschien dann seine erste Single Me & Jiggs von dem Album Golden Age of Radio bei Independent Records in Irland und Signature Sounds in den USA und, wobei er in Irland binnen kurzer Zeit zum Superstar wurde. Sein drittes Album Hello Starling stieg auf Platz zwei in die irischen Charts ein und erlangte Goldstatus. Im Juni 2004 spielte er im ausverkauften Dublin Castle, einem Schlossgarten, der knapp 10.000 Zuschauer fasst.
Joshs Zusammenarbeit mit The Frames zieht sich bis heute hin; so hat er ihren Schlagzeuger Dave Hingerty abgeworben, ihr ehemaliges Mitglied Dave Odlum hat Hello Starling produziert, und Ritter und The Frames touren hin und wieder zusammen.

## Der Rest der Welt
Die Welt außerhalb Irlands zieht, vor allem dank Mundpropaganda auf der Straße und im Internet, langsam nach. In Großbritannien spielte er mit Joan Baez, Kontinentaleuropa erlebte Josh Ritter im Jahre 2004 im Vorprogramm des irischen Sängers und Songwriters Damien Rice zum ersten Mal live, in den USA und Kanada spielt er in mittelgroßen Clubs und nun kann auch Australien ihn sehen. Bisher waren alle seine Alben außerhalb Irlands schwer zu erhalten, aber nachdem Ritter Anfang 2005 bei dem Label V2 unterschrieben hatte, wurde Hello Starling neu aufgelegt und das Album The Animal Years veröffentlicht.

## Musik
Josh Ritter gehört zu den Exponenten des Country Folk und nennt vor allem Johnny Cash, Bob Dylan und Leonard Cohen als Einflüsse. Von Kritikern werden seine akustische Instrumentierung und seine lyrischen Texte auch gern mit Nick Drake verglichen, Fans neigen jedoch dazu, große Ähnlichkeiten mit dessen Werk abzustreiten.
Wohl vor allem unter dem Einfluss von Neil Young, dessen Hey Hey My My er gern live zitiert, hat er mit The Animal Years den Schritt zur E-Gitarre gemacht. Der wütende, knapp zehnminütige Protestsong Thin Blue Flame von diesem Album bedeutet so einen großen musikalischen Schritt nach vorn, weg vom traditionellen Countrysänger, der mit romantischen Balladen, ländlichen Geschichten und Honkytonkstomps beeindruckt und hin zum politischen Songwriter, der auch vor Schocktaktiken nicht zurückschreckt, um seine Meinung zu sagen.
Auch andere Künstler arbeiten gerne mit Josh Ritters Stücken, so der irische Sänger und Songwriter – und einstige Eurovisionteilnehmer – Mickey Harte und die große Joan Baez, die auf ihrem Album Dark Chords on a Big Guitar seine Ballade Wings gecovert hat. Zudem wird seine Musik auch im Fernsehen gehört, so diente Come and find me von Golden Age of Radio als Abschlussmusik für die Folge Beziehungsarbeit der amerikanischen Serie Six Feet Under.

## Alben
- Josh Ritter (1999)
- Golden Age of Radio (2001)
- Hello Starling (2003)
- The Animal Years (2006)

| Jahr | Titel                                   | Höchstplatzierung, Gesamtwochen, AuszeichnungChartsChartplatzierungen (Jahr, Titel, Platzierungen, Wochen, Auszeichnungen, Anmerkungen) | Anmerkungen |
| Jahr | Titel                                   | US | Anmerkungen |
| ---- | --------------------------------------- | --- | ----------- |
| 2007 | The Historical Conquests of Josh Ritter | US79 (2 Wo.)US |             |
| 2010 | So Runs the World Away                  | US41 (5 Wo.)US |             |
| 2012 | Bringing in the Darlings                | US122 (1 Wo.)US | EP          |
| 2013 | The Beast in Its Tracks                 | US22 (2 Wo.)US |             |
| 2015 | Sermon on the Rocks                     | US49 (1 Wo.)US |             |
| 2017 | Gathering                               | US88 (1 Wo.)US |             |
| 2019 | Fever Breaks                            | US89 (1 Wo.)US |             |

## Begleitband
- Zack Hickman (Bass)
- Dave Hingerty (Schlagzeug)
- Sam Kassirer (Keyboard)